# Курташтау
Курташтау (Курташ) — гора в Башкортостана, возле Белорецка. Вершина находится в северной части хребта Уралтау, на его восточном отроге. Абсолютная высота 1020 метров. Склоны преимущественно пологие, северный более крутой. На склонах берёзово-осиновый лес, есть луговины с покосами. Вершина — скальный гребень длиной до 0,7 км, ориентированный с юго-запада на северо-восток. На склонах горы -- истоки реки Миндяк. Гору огибает железная дорога Белорецк — Магнитогорск.

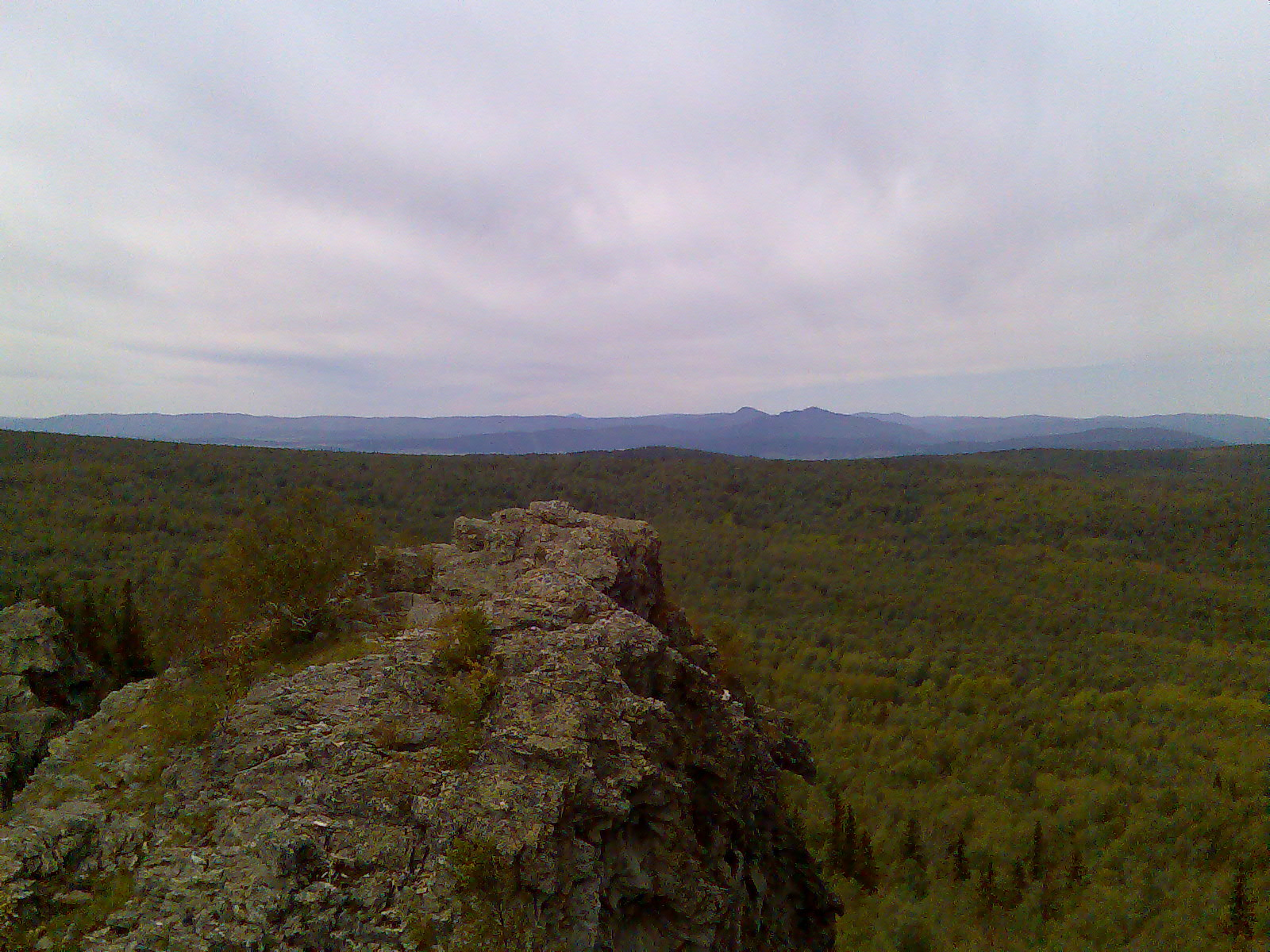
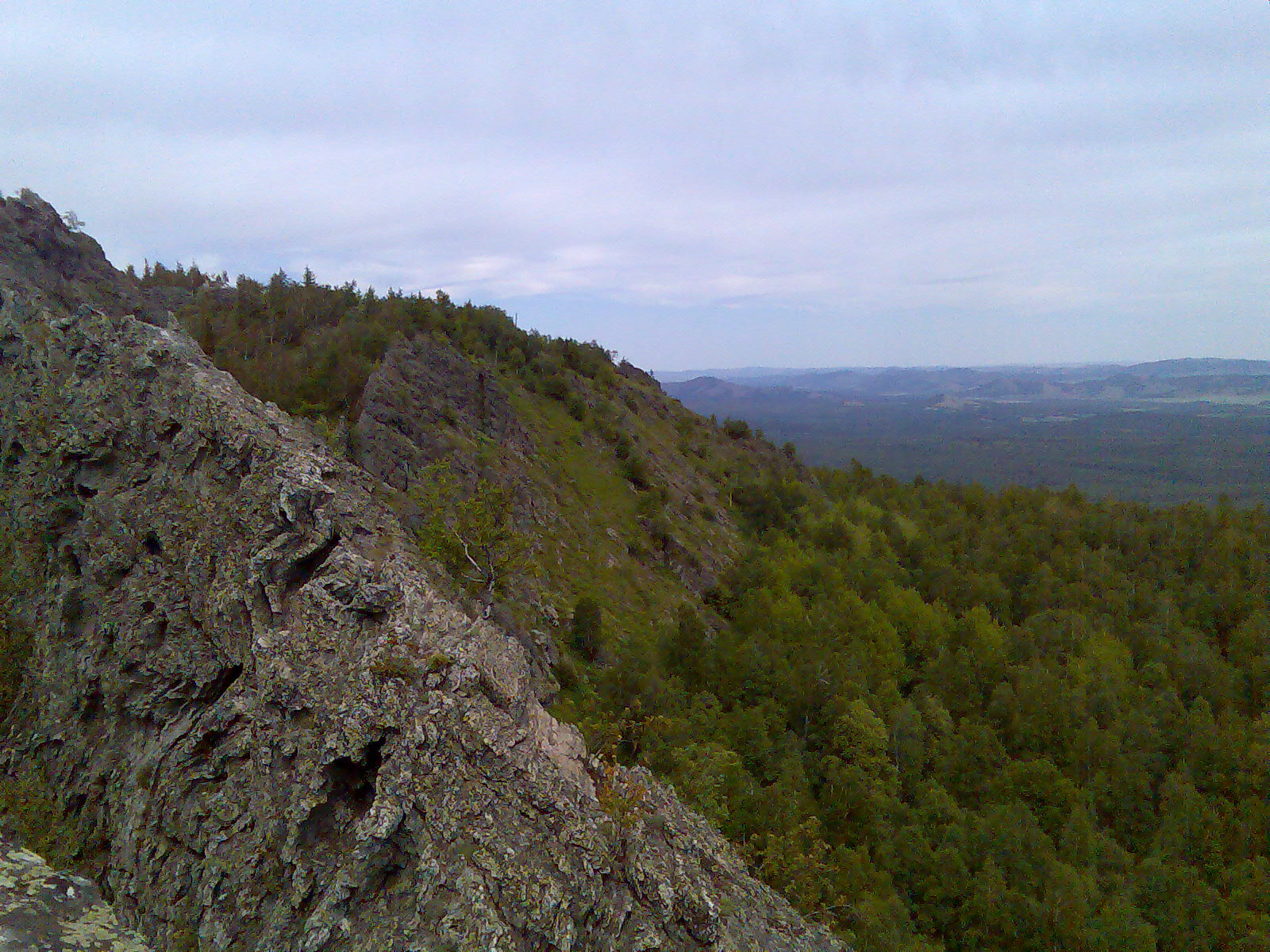